# Recogedor

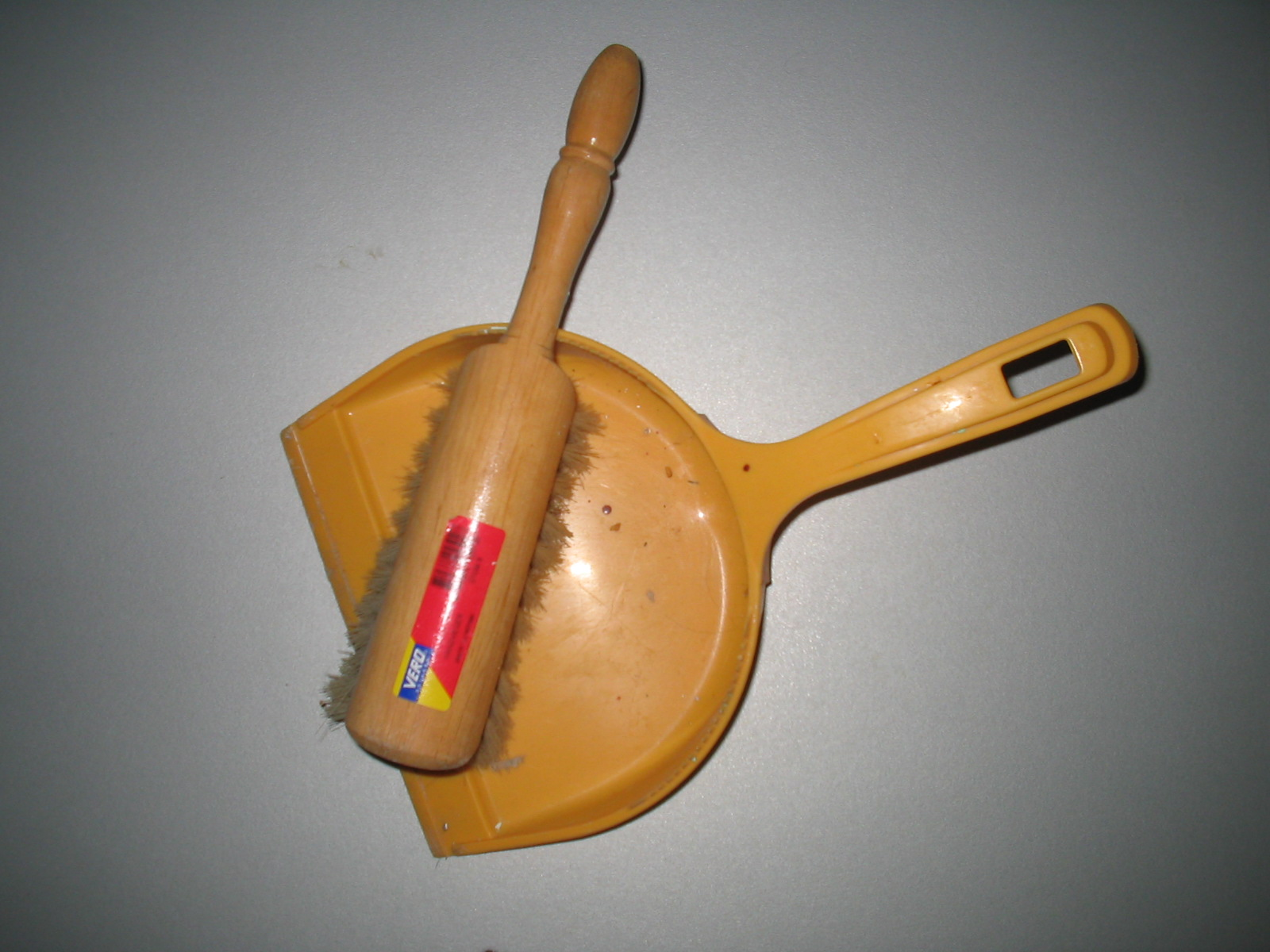
Recogedor o pala.

El recogedor o pala de la basura es un utensilio utilizado para recoger la basura.

## Características
Es un recipiente en el que se deposita la basura que se ha arrastrado y acumulado con la escoba. Suele consistir en una bandeja abierta por la parte frontal y superior con un mango en su parte posterior. El recogedor se apoya en el suelo en el momento en que se ha acumulado suficiente basura. Entonces, se empuja a su interior para arrojarla finalmente al cubo de basura. Algunos recogedores tienen un mango vertical largo con el fin de no tener que agacharse cada vez que se desea introducir la suciedad en él. 
Entre los consejos para su correcto mantenimiento se encuentra el guardarlo colgado o colocado en vertical con el fin de que no se deforme. Algunos fabricantes han adaptado el mango del recogedor para que el mismo pueda encajar en el mango de las escobas, y así, al guardar estos utensilios ambos quedan siempre juntos. Es conveniente periódicamente cepillar el recogedor con desinfectante diluido en agua, y luego lavarlo con agua limpia.